# 府内 (豊後国)
府内（ふない）は、大分県大分市中心部の明治時代初期までの旧称である。府内は、豊後国の国府であり、府内藩の藩庁である府内城が置かれた城下町であった。

## 古代・中世
古代には、豊後国の国府は、現在の中心部からやや南側にあたる大分川沿い（現在の古国府付近）にあったと推測されている。
鎌倉時代に入ると、大友氏が豊後国守護に任じられ、第3代当主大友頼泰（1222年（貞応元年） - 1300年（正安2年））の時代に豊後国に下向して土着した。この頃、府内は府中と呼ばれていた。1242年（仁治3年）には頼泰が府中に新御成敗状を発布し、押買や大通りでの通行妨害を禁じていることから、当時の府中は商業活動が盛んな活発な町であったことが窺える。
現在の大分市中心部の南側に広がる上野丘陵北部には上原館（うえのはるやかた）と呼ばれる大友氏の居館跡が残っており、その土塁や堀の跡から、かつては四方に高さ約2m、幅約8mの土塁が巡り、その外側には一部に堀が設けられていたと考えられている。この館の築造については、鎌倉時代後期に第7代当主大友氏泰（1321年（元亨元年） - 1362年（南朝：正平17年、北朝：貞治元年））によって築かれたとする説をはじめ諸説がある。この館は、1597年（慶長2年）の府内城築城まで存続していたとされる。
上原館はかつては大友氏の中心的居館と推定されていたが、1990年代後半からの調査で、上野丘陵北東の平地部に大規模な居館跡（大友氏館跡）が発見された。この遺跡からは、15世紀から16世紀にかけての庭園遺構や整地層、掘立柱建物跡等が発見されており、大型の建物の存在が推定されている。これらの発掘の成果から、大友氏館は一辺約200メートルの守護館であったと推定されている。中世の海岸線は現在よりも内陸に入り込んでおり、府内は大分川の左岸河口に位置していたと考えられている。
上原館の北東、大友氏館の南東の大分川沿い（現在の元町）には、大友氏の菩提寺である万寿寺があった。この寺は1306年（徳治元年）、第5代当主大友貞親（1246年（寛元4年） - 1311年（応長元年））により建立された臨済宗の寺院で、天下十刹にも列せられた大寺院であった。
大友氏館跡及び万寿寺跡は、大友氏遺跡として国の史跡に指定されている。

## 戦国時代
戦国時代、第21代当主大友義鎮（宗麟）（1530年（享禄3年） - 1587年（天正15年））は、筑前国、筑後国、豊前国、豊後国、肥前国、肥後国の九州北・中部6ヶ国の守護職を務めるとともに、九州探題にも任じられて、府内はその本拠地として繁栄を極めた。江戸時代に描かれ、戦国時代の府内の様子を伝えるとされる『府内古図』や、大友氏遺跡の発掘の結果から、戦国時代の府内は東西約0.7キロメートル、南北約2.2キロメートルに及ぶ広がりを持ち、東西に4本、南北に3本の大路が走っていたと推定されている。
宗麟はキリスト教を保護し、明との貿易や南蛮貿易を行ったため、府内は外国との貿易港としても栄え、南蛮文化が花開いた。1555年（弘治元年）には育児院、1557年（弘治3年）には日本で初めての西洋式の病院が開設され、1580年（天正8年）にはコレジオ（神学院）が設置されたという。『府内古図』には大友氏館の西側にケントク寺ダイウス堂と呼ばれるイエズス会の教会が描かれている。現在の顕徳町の地名は、この教会に因むものとされる。大友氏遺跡の周囲から華南や東南アジア産の陶磁器や、メダイ（メダル）やコンタツといったキリシタンの遺物が出土していることもこれらを裏付けている。
宗麟は1557年（弘治3年）頃より居住地を臼杵の丹生島城に移し、やがて政庁などの政治的機能も臼杵に移すものの、経済的・文化的機能は依然として残され、宗麟も府内にて大きな行事があるときには臼杵から府内に赴いている
羽柴秀吉の九州征伐に際して府内に派遣された仙石秀久は、1586年（天正14年）11月、「府内之町家数五千計御座候」との報告を送っている。すなわち、当時の府内は約5千もの家屋が連なり、数万の人口を抱えたと推測される。
しかし、フロイスの『日本史』によれば、府内は1586年（天正14年）の島津家久の侵攻の際に焼失したとされる。大友氏遺跡から出土した陶磁器には炎熱の痕が認められるものが多くあり、フロイスの記事を裏付けている。

## 近世
宗麟の跡を継いだ第22代当主大友義統（1558年（永禄元年） - 1610年（慶長15年））が文禄の役での失態を理由に改易された後、豊後国は、府内藩、杵築藩、日出藩、臼杵藩、森藩、岡藩、佐伯藩の7藩や諸侯に分封されたほか、さらに熊本藩、島原藩、延岡藩などの飛び地、天領が入り乱れて細分化された。
1597年（慶長2年）に府内に封じられた福原直高は府内城の築城を開始。その後、1601年（慶長6年）に竹中重利が2万石を封じられて府内藩が成立。重利は城の大規模な改修を行ない、1607年（慶長12年）に府内城の完成を見た。
江戸時代の府内は、豊後国に分立した小藩のひとつである府内藩2万石の城下町にとどまり、その中心部にあたる5町の人口も3～5千人程度であった。
府内の人口推移
- 1710年（宝永7年） - 5町：5,591人、町組：14,096人
- 1780年（安永9年） - 5町：4,049人
- 1805年（文化2年） - 5町：3,722人

## 近代
明治に入ると、1871年（明治4年）7月14日に廃藩置県によって府内藩は府内県となり、さらに同11月14日には府内県を含む旧豊後国7県が大分県に再編された。1872年（明治5年）1月23日には、大分郡勢家町（現在の大分市都町）に大分県の県庁が置かれた。1875年（明治8年)の大規模のな統廃合によって府内町、松末町、千手堂町、笠和町、同慈寺町、南勢家町の七町が大分町として一つにまとめられた。かつての府内を含む地域は、1889年（明治22年）の町村制施行により大分町となって、府内の名は公式な地名からは姿を消した。
現在では、府内町という町名や、府内五番街商店街という商店街、大分駅府内中央口(北口)等といった所に、その名残をとどめている。